# ويليام إل. ثورنتون
ويليام إل. ثورنتون (بالإنجليزية: William L. Thornton)‏ هو محامي وقاضي وسياسي أمريكي، ولد في 28 نوفمبر 1844 ببروكلين في الولايات المتحدة، وتوفي في 29 ديسمبر 1915. حزبياً، نشط في الحزب الجمهوري. وقد انتخب عضو مجلس ولاية نيويورك.